# Barca-porta

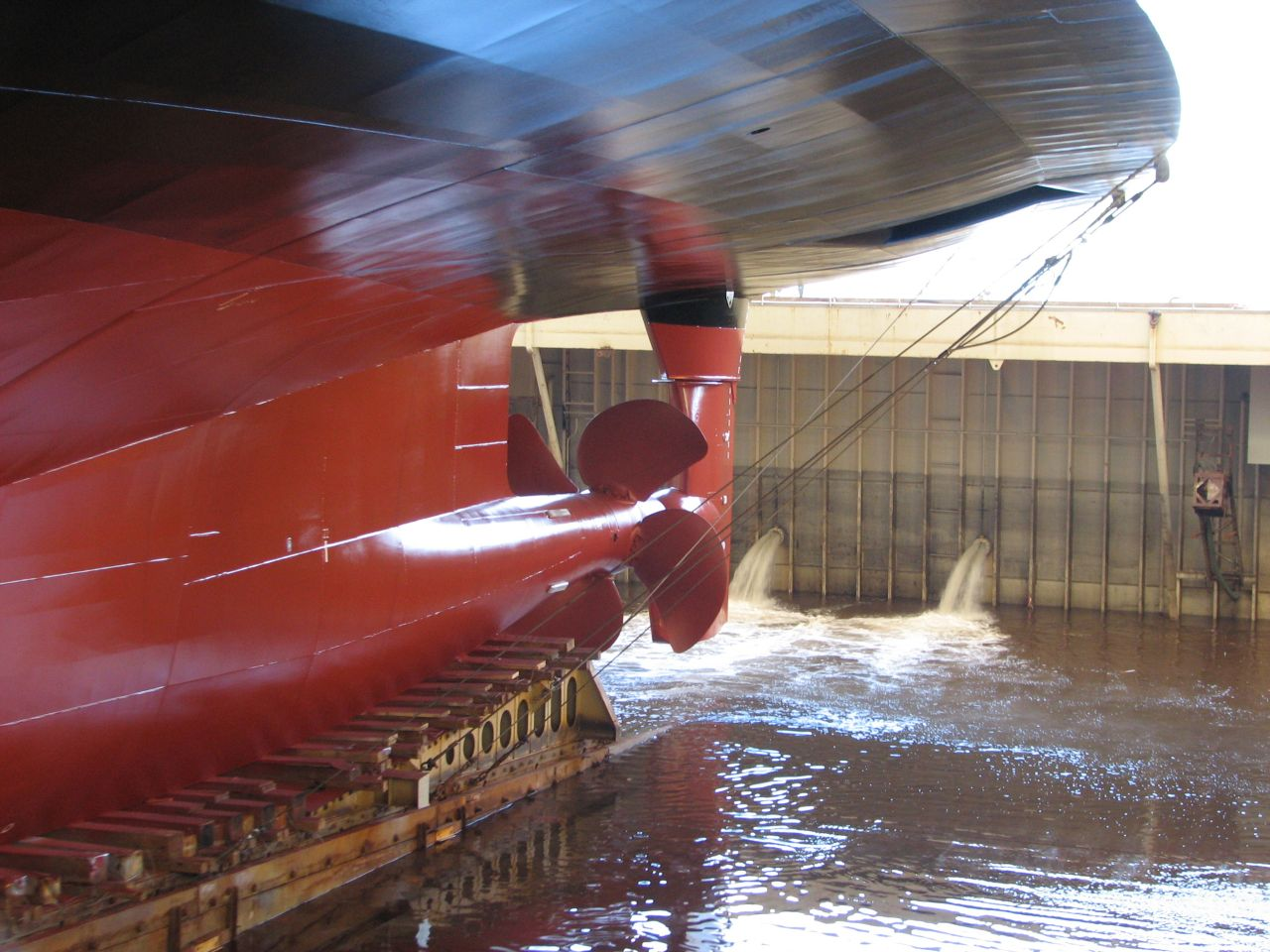
Sullo sfondo della foto si vede la barca porta durante la fase di allagamento del bacino

La barca-porta o battello-porta (scritto anche barcaporta; raramente barca porta; in francese bateau-porte; in inglese ship caisson o floating caisson) è, come dice il suo nome, una porta che può galleggiare.
Serve a ostruire l'ingresso dei bacini in muratura.
È composta da una serie di casse stagne che vengono allagate per affondarla nella sua sede all'imboccatura del bacino di carenaggio o di costruzione permettendone lo svuotamento. Svuotando le casse si fa galleggiare, una volta allagato il bacino, in modo tale da rimuoverla dalla sua sede e liberare il transito ai natanti in bacino.